# Xingren (socken i Kina, Inre Mongoliet)
Xingren (kinesiska: 兴仁, 兴仁乡) är en socken i Kina. Den ligger i den autonoma regionen Inre Mongoliet, i den norra delen av landet, omkring 1 300 kilometer nordost om regionhuvudstaden Hohhot.
Genomsnittlig årsnederbörd är 718 millimeter. Den regnigaste månaden är juli, med i genomsnitt 223 mm nederbörd, och den torraste är februari, med 8 mm nederbörd.